# Redvers Henry Buller
El General Sir Redvers Henry Buller VC GCB GCMG (7 de desembre de 1839 – 2 de juny de 1908) va ser un militar anglès, participant en les Guerres Bòer, condecorat amb la Creu Victòria, la màxima condecoració britànica per valentia davant de l'enemic.

## Biografia
Redvers Buller va néixer a Crediton, Devon, fill del membre del Parlament James Wentworth Buller. Després d'estudiar a Eton, va rebre despatx d'oficial del 60è de Fusellers (King's Royal Rifle Corps) al maig de 1858. Va participar en la Segona Guerra de l'Opi i va ser promogut a capità abans de participar en l'Expedició del Riu Vermell (Canadà) el 1870. Entre 1873-74 va ser oficial d'intel·ligència de Lord Wolseley durant la campanya Ashanti, en la que va resultar ferit a la batalla d'Orbadai. Va ser promogut a major i nomenat Company del Bany.

### La Guerra Zulu i la Creu Victòria
Posteriorment serví a Sud-àfrica durant la Guerra Fronterera del Cap al 1878 i a la Guerra Anglo-Zulu de 1879. durant la guerra Zulu comandà la infanteria muntada de la columna britànica del nord, a les ordres de Sir Evelyn Wood. Participà en la derrota britànica a Hlobane, on va ser condecorat amb la Creu Victòria per valentia sota el foc. L'endemà lluità en la victòria britànica a Kambula. Després que els atacs zulus sobre les posicions britàniques fossin superats, dirigí una persecució de la infanteria muntada sobre les zulus que fugien. Al juny de 1879 tornà a comandar les tropes muntades a la batalla d'Ulundi, una decisiva victòria britànica que acabà amb la guerra.

### Primera Guerra Bòer, Sudan i Irlanda
A la Primera Guerra Bòer de 1881 va ser el cap de l'estat major de Sir Evelyn Wood, i a l'any següent tornà a ser el cap d'intel·ligència, aquesta vegada a la campanya d'Egipte, sent fet cavaller.
El 1882 es casà amb Audrey, la filla de John Townshend, 4t Marqués Townshend, i al mateix any va ser enviat al Sudan com a comandant d'una brigada d'infanteria amb la que participaria en les batalles d'El Teb i Tamai, així com en l'expedició per rellevar al general Gordon el 1885. va ser promogut a major general.
Va ser enviat a Irlanda el 1886, per encapçalar una investigació sobre el personal de la policia pluriempleat. Retornà a l'Exèrcit com a Intendent General de les Forces l'any següent, i el 1890 va ser promogut a Ajudant General de les Forces, arribant a tinent general el 1891. Tot i que esperava ser fet Comandant en Cap de l'Exèrcit pel govern de Lord Rosebery, després del retir del Príncep George, duc de Cambridge el 1895, això no va tenir lloc car el govern va ser modificat i en canvi es nomenà com a Comandant en Cap de l'Exèrcit a Lord Wolseley.

### La Segona Guerra Bòer i retirada
Buller esdevingué cap de les tropes estacionades a Aldershot (Hampshire) el 1898 i va ser enviat com a comandat de les tropes a Natal el 1899, en l'esclat de la Segona Guerra Bòer, arribant-hi a finals d'octubre. Va ser derrotat en la batalla de Colenso, on havia prohibit als seus homes que cavessin trinxeres o forats de tirador pel temor de malmetre l'estètica del paisatge, i també advertí contra modificar els seus uniformes pels d'un color més semblant a la terra.
Les derrotes a les batalles de Magersfontein i Stormberg també van ser sota el seu comandament. A causa de les preocupacions sobre la seva actuació i dels informes negatius va ser substituït el gener de 1900 com a comandant suprem a Sud-àfrica per Lord Roberts. Les derrotes i la seva qüestionada capacitat com a comandant van fer que rebés el sobrenom de 'Reverse Buller' entre les tropes. Va continuar com a segon al comandament i patí noves desfetes en les seves temptatives per alliberar Ladysmith a les batalles de Spion Kop i Vaal Krantz. En la seva quarta temptativa, Buller va sortir victoriós a la batalla de Tugela Heights, aixecant el setge el 28 de febrer de 1900. Posteriorment va tenir èxit flanquejant els exèrcits bòers a les posicions de Biggarsberg, Laing's Nek i Lydenburg. Van ser els veterans de Buller qui van guanyar la batalla de Bergendal en la darrera acció estàtica de la guerra.
Buller també va ser un líder popular entre el públic britànic, i va tenir un retorn triomfal de Sud-àfrica amb moltes celebracions públiques, incloent la del 10 de novembre de 1900 quan va anar a Aldershot per tornar a ocupar el seu càrrec de comandant del districte d'Aldershot, que després seria conegut com a "Buller day". Però la seva reputació havia quedat malmesa pels seus reversos inicials a Sud-àfrica, especialment contra el govern Unionista. Quan l'opinió pública començà a inquietar-se per les contínues activitats de guerrilla per part d'uns bòers derrotats, el Ministre de la Guerra Saint John Brodrick i Lord Roberts buscaren un cap de turc. L'oportunitat arribà quan un virulent article escrit pel periodista de The Times Leopold Stennett Amery va ser contestat públicament per Buller en un discurs el 10 d'octubre de 1901. Brodrick i Roberts van veure la seva oportunitat per perseguir a Buller, convocant-lo per a una entrevista el 17 d'octubre, en la que se li demanà que dimitís per trencar la disciplina militar. Buller es negà i va ser llicenciat sumàriament amb mitja paga. La seva petició perquè se li fes un consell de guerra va ser denegada; de la mateixa manera que passà amb la seva petició d'apel·lar al Rei.

### Darrers anys

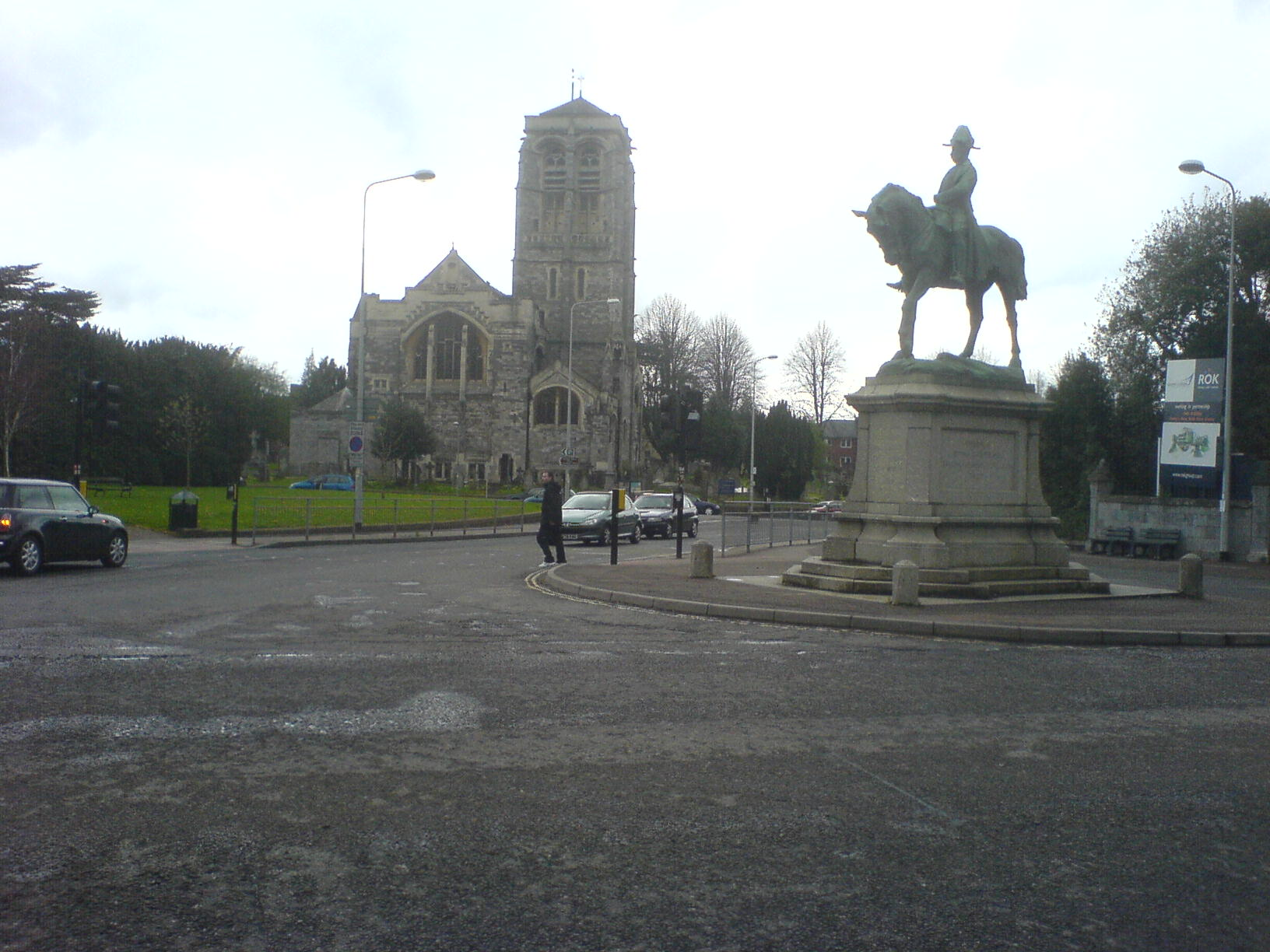
L'estàtua de Buller a Exeter.

Van haver diverses expressions de simpatia vers Buller, especialment al West Country, erigint-se el 1905 una estàtua de Buller al damunt del seu cavall, feta per Adrian Jones, finançada per subscripció pública. L'estàtua és a Exeter, en la carretera cap a la seva ciutat natal de Crediton.
Brodrick va ser allunyat del ministeri de guerra per Arthur Balfour el 1903 i posteriorment perdria el seu escó parlamentari el 1906 quan els Liberals van tornar al poder. El nou govern mostrà el seu afecte vers Buller oferint-li un càrrec; però Buller rebutjà l'oferiment i continuà al seu retir, fins que al 29 de maig de 1907 acceptà el càrrec d'Encarregat Principal del Gremi d'Orfebres de Londes. Redvers va morir el 2 de juny de 1908 a la seva casa familiar de Downes House, Downes, Crediton, Devon.